# Mina Myoui
Pour les articles homonymes, voir Mina.
 (novembre 2019).
Mina Sharon Myoui (名井 南, coréen : 묘이 미나 ; née le 24 mars 1997), surnommée Mina, est une chanteuse et danseuse japonaise. Elle est membre du girl group sud-coréen Twice (et de la sous-unité MISAMO).

## Biographie

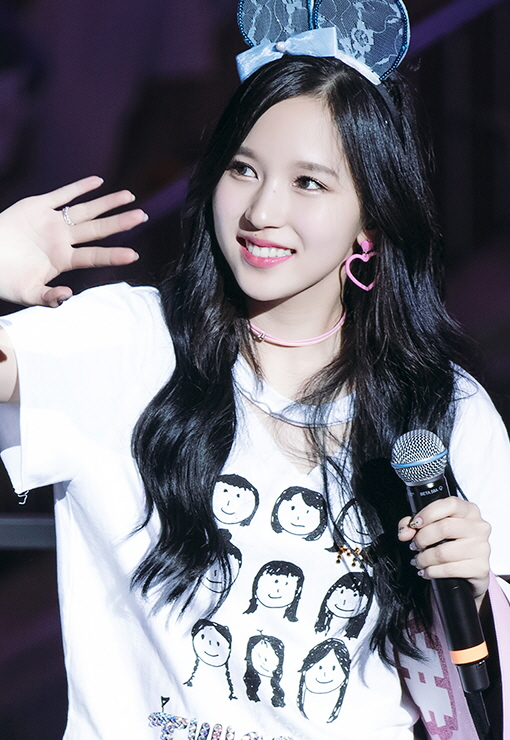
Mina lors du Twiceland Encore Concert le 18 juin 2017.

### Jeunesse
Mina est née le 24 mars 1997 à San Antonio au Texas; elle a cependant déménagé assez jeune et a grandi à Kobe dans la préfecture de Hyōgo au Japon. Pendant son enfance, elle a fait de la danse classique (d'où l'origine de son surnom Black Swan).
La mère de Mina est Sachiko Terao et son père est Akira Myoi, un chirurgien orthopédique à l'hôpital de l'université d'Osaka.

### Début avec Twice
Mina faisait du shopping avec sa mère à Osaka quand elle a été approchée et a eu la possibilité de participer à une audition par un homme qui travaillait chez JYP Entertainment.
À l'âge de 11 ans, elle entre à l'école de danse et commence à danser. En 2013, JYP Entertainment (JYPE) la recrute comme stagiaire (trainee).
En 2014, elle participe au concours Sixteen, pour former le nouveau groupe de filles de JYP. Elle devient membre de Twice après avoir remporté le concours en 2015. Elles sortent leur premier single Like Ooh-Ahh, le 20 octobre 2015.
Le 11 juillet 2019, JYPE annonce que Mina souffre d'anxiété et qu'elle met sa carrière en pause. Elle fait son retour 6 mois plus tard, le 11 février 2020, sur la scène du Twice World Tour 2019’ Twicelights à Fukuoka, au Japon.

### Image publique
Mina est connue pour être une des danseuses principales de Twice et a été reconnu pour cela en Corée du Sud et à l'étranger. Elle est l'une des trois membres japonaises de Twice, avec Momo et Sana.

## Discographie
| Année | Titre | Album         |
| ----- | ----- | ------------- |
| 2024  | Misty | HAUTE COUTURE |

### Crédits musicaux
| Année | Titre                 | Artiste | Album         | Autre(s) crédit(s)          |
| ----- | --------------------- | ------- | ------------- | --------------------------- |
| 2018  | Shot Thru the Heart   | Twice   | Summer Nights | Sana et Momo                |
| 2019  | 21:29                 | Twice   | Feel Special  | Twice                       |
| 2022  | Celebrate             | Twice   | Celebrate     | J. Y. Park, Twice et Co-sho |
| 2023  | It's not easy for you | MiSaMo  | Masterpiece   | Risa Horie                  |